# Radio Charlie
Radio Charlie var en dansk lokalradio i Varde i Sydvestjylland. Radio Charlie startede sine udsendelser den 26. april 1991. De første år deltes frekvens med Kanal 7. Fra start blev der sendt på 2 stk. 30 watts sendere fra Varde og Blåvandshuk. Disse senderpositioner benyttes stadig, dog i dag med 160 watt. 95,3 MHz udsendes fra Varde, 100,7 MHz fra Oksbøl og 106,6 MHz fra Lunde.
Radioen blev startet af Kim Schou, Jan Laugesen og Jens Erik Nielsen. Efter et par år kom Niels-Henrik Iversen fra VESTMEDIA med som den kommercielle partner.   
Stationsleder Kim Schou var også manden bag radioens store succes op gennem 90'erne. Med sin fremsynethed og sit store overblik formåede han at give de 30 frivillige medarbejdere frie rammer og et ansvar for egne udsendelser. Resultatet blev en levende og impulsiv radioform, som mange sikkert husker fra de glade lokalradio dage i 80'erne og 90'erne.  
Gallup målte i den periode tal på op til 83% ugentlig lytning i Varde Kommune [kilde mangler] med ca. 50.000 indbyggere.  
Gennem flere år i 90'erne sendte Radio Charlie nyheder fra det 57'ende minut til klokken hel, efter inspiration fra Radio Schleswig-Holstein. Der ringede dog af og til en forvirret lytter, der mente radioen skulle stille uret.  
Fra 1996 og frem til 2004 fortsætter Kim Schou og Niels-Henrik Iversen som partnere. I 2004 købte Niels-Henrik Iversen dog alle anparter og udviklede et nyt kommercielt koncept og en musikprofil, der passer til det nye årtusinde.   
Radio Charlie blev ejet og drevet af Niels-Henrik Iversen (VESTMEDIA), frem til den 31. januar 2015, hvor han solgte Radio Charlie til mediekoncernen Jysk-Fynske Medier, der fortsatte stationen under navnet VLR Varde fra den 28. februar 2015. VLR sender også som VLR Vejle, Horsens, Fredericia, Kolding. Årsagen til salget begrundes i, at sikre en fremtid for en radio i Varde, der får synergi med online-medier og trykte medier.